# Rivière au Vison
Pour les articles homonymes, voir Vison (homonymie).
Ne doit pas être confondu avec Rivière au Vison Ouest.
La rivière Au Vison est un affluent de la baie au Vison (qui est intégrée au réservoir Gouin), coulant dans le territoire de la ville de La Tuque, dans la région administrative de la Mauricie, dans la province au Québec, au Canada. Cette rivière coule dans les cantons de Faguy et de Levasseur.
La foresterie constitue la principale activité économique de cette vallée ; les activités récréotouristiques, en second. Diverses routes forestières secondaires desservent chaque côté de la baie au Vison pour accommoder les activités récréotouristiques et la foresterie. Ces routes forestières se connectent au sud à la route 400 qui relie le barrage Gouin au village de Parent, desservant aussi les vallées de la rivière Jean-Pierre et la zone en aval du barrage Gouin en passant au barrage La Loutre.
La surface de la rivière au Vison est habituellement gelée de la mi-novembre à la fin avril, toutefois la circulation sécuritaire sur la glace se fait généralement du début décembre à la fin de mars.

## Géographie
Les bassins versants voisins de la rivière au Vison sont :
- côté nord : lac Faguy, rivière Wabano Ouest, rivière Wapous, lac Berlinguet, ruisseau Berlinguet, rivière du Loup Ouest ;
- côté est : lac Faguy, rivière Faguy, rivière Wapous, rivière Wabano Ouest, lac Levasseur, rivière Wabano ;
- côté sud : baie Kikendatch, rivière Saint-Maurice, rivière Jean-Pierre, rivière des Cyprès, rivière Wabano ;
- côté ouest : baie au Vison, baie Kikendatch, lac Brochu, rivière Atimokateiw.

La rivière au Vison prend naissance à l’embouchure d’un lac non identifié (longueur : 1,5 km ; altitude : 408 m) situé dans le canton de Faguy, dans La Tuque. L’embouchure de ce lac de tête est située à :
- 7,6 km au sud de l’embouchure de la rivière au Vison ;
- 16,7 km au nord-est de l’embouchure de la baie au Vison ;
- 18,8 km au nord-ouest du barrage Gouin[1].

À partir de l’embouchure du lac de tête, le cours de la rivière au Vison coule entièrement en zone forestière sur  10,7 km selon les segments suivants :
- 2,1 km vers le sud, jusqu’à la rive nord d’un lac non identifié ;
- 3,7 km vers le sud d’abord en traversant ce lac non identifié sur km, jusqu’à la limite des cantons de Faguy et de Levasseur ;
- 4,9 km vers le sud, jusqu’à son embouchure. Ce segment inférieur passe du côté nord de montagnes dont les sommets varient entre 497 m et 586 m[2].

La confluence de la rivière au Vison avec la baie au Viso] est située à :
- 9,3 km au nord-est de l’embouchure de la baie au Vison ;
- 61,8 km au sud-est du centre du village de Obedjiwan ;
- 12,9 km au nord-ouest du barrage Gouin ;
- 68,7 km au nord-ouest du centre du village de Wemotaci ;
- 152 km au nord-ouest du centre-ville de La Tuque ;
- 265 km au nord-ouest de l’embouchure de la rivière Saint-Maurice (confluence avec le fleuve Saint-Laurent à Trois-Rivières).

La rivière au Vison se déverse dans le canton de Levasseur au fond de la baie au Vison (longueur : 9,9 km ; altitude : 402 m), située sur la rive nord-est de la pointe sud-est du lac Brochu. À partir de la confluence de la rivière au Vison, le courant coule sur km selon les segments :
- 9,9 km vers le sud-ouest en traversant la baie au Vison ;
- 16,6 km vers le sud en contournant une presqu’île, puis vers l'est jusqu’au barrage Gouin.

À partir du pied du barrage Gouin, le courant emprunte la rivière Saint-Maurice jusqu’à Trois-Rivières, où il se déverse dans le fleuve Saint-Laurent.

## Toponymie
Le toponyme rivière au Vison a été officialisé le 5 décembre 1968 à la Commission de toponymie du Québec.